# Hörningsholms skansar
Hörningsholms skansar är ett samlingsbegrepp för fyra skansar som började anläggas 1623 till skydd och försvar av farleden in mot Södertälje. Namnet härrör från Hörningsholms slott. Ledningen av befästningsarbetena hade fortifikationsingenjören Johan Peter Kirstenius.
Skansarna var en viktig del i Stockholms fasta kustförsvar som skulle vara i detta område i cirka 300 år, från 1623 till 1927. År 1905 inrättades Hörningsholms kustposition med en öppen ställning för ett 57 mm batteri. Anläggningen utvidgades 1915 med en fast 12 cm kanon och minering av Skanssundet. Hit förlades ett kustartilleridetachement, som dock lades ner 1927.
Nässkansen är den idag bäst bevarade av dessa fyra försvarsanläggningar. Den sköts som ett fornminne av Botkyrka kommun. Hörningsholms skansar låg vid sunden på östra respektive västra sidan om Mörkö och bestod av följande anläggningar:
- Hölö skans på västra sidan om Pålsundet.
- Kasholmsskansen (mittemot Hölö skans) på östra sidan om Pålsundet.
- Furuholmsskansen på västra sidan om Skanssundet.
- Nässkansen  (mittemot Furuholmsskansen) på östra sidan om Skanssundet.

## Bilder

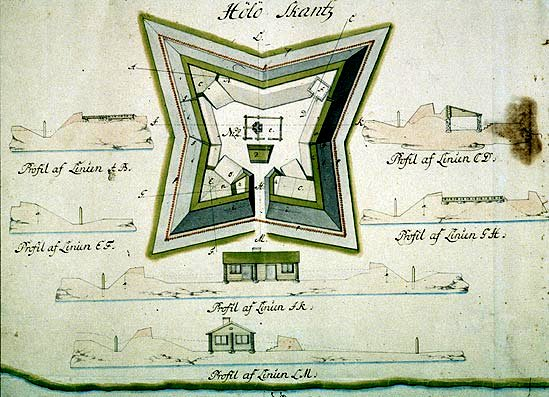
Hölö skans 1743
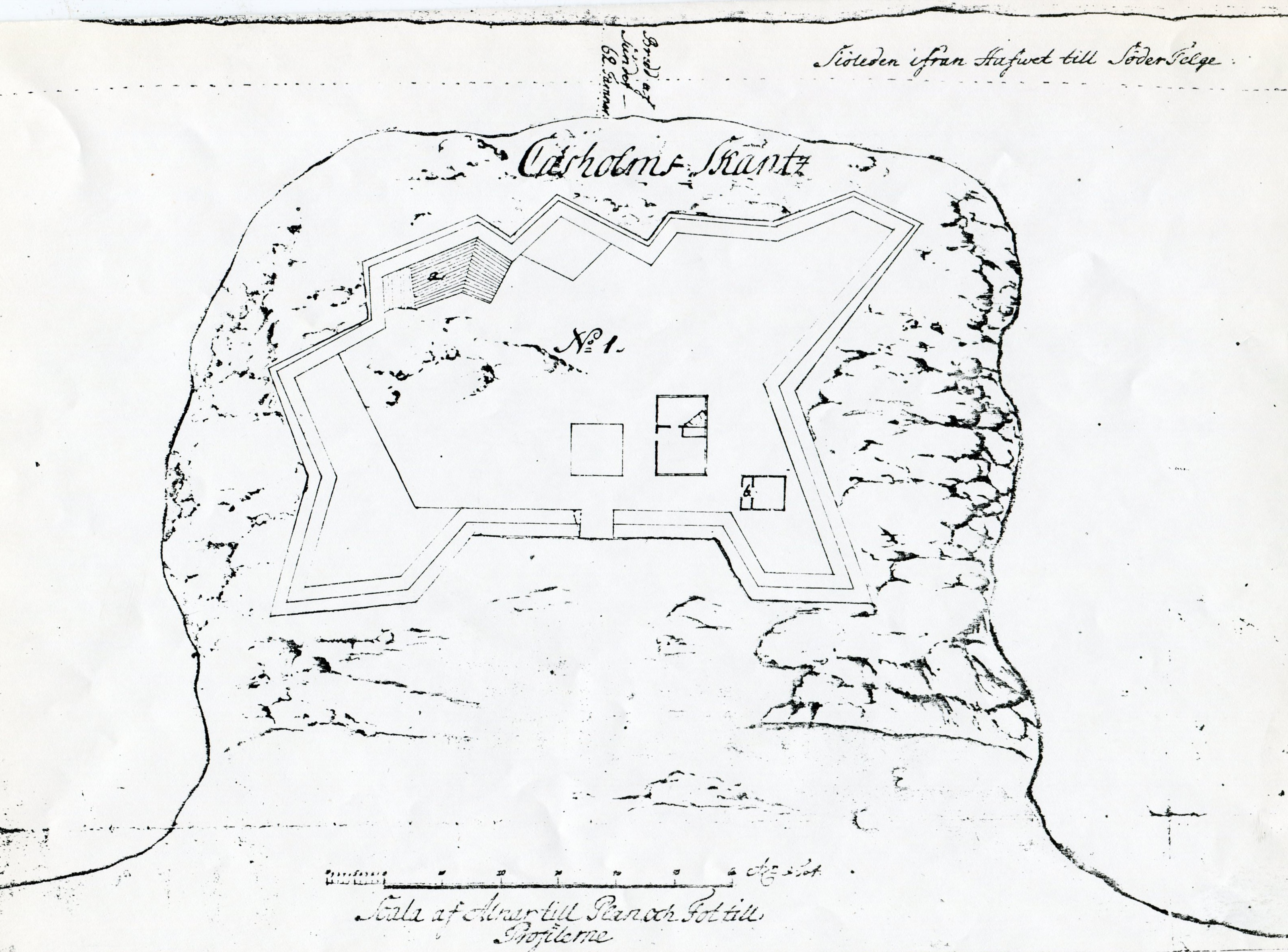
Kasholmsskansen 1743
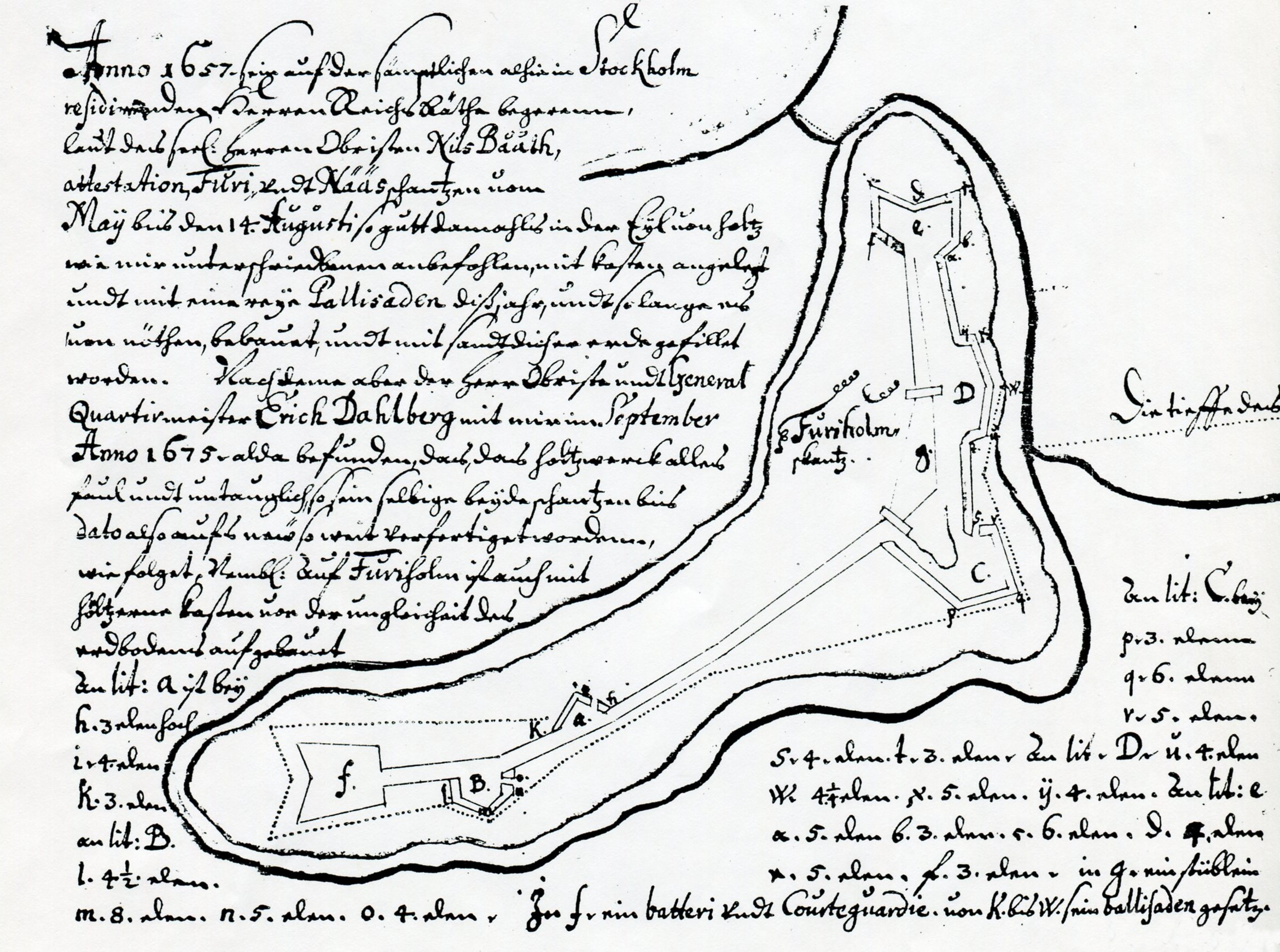
Furuholmsskansen 1657
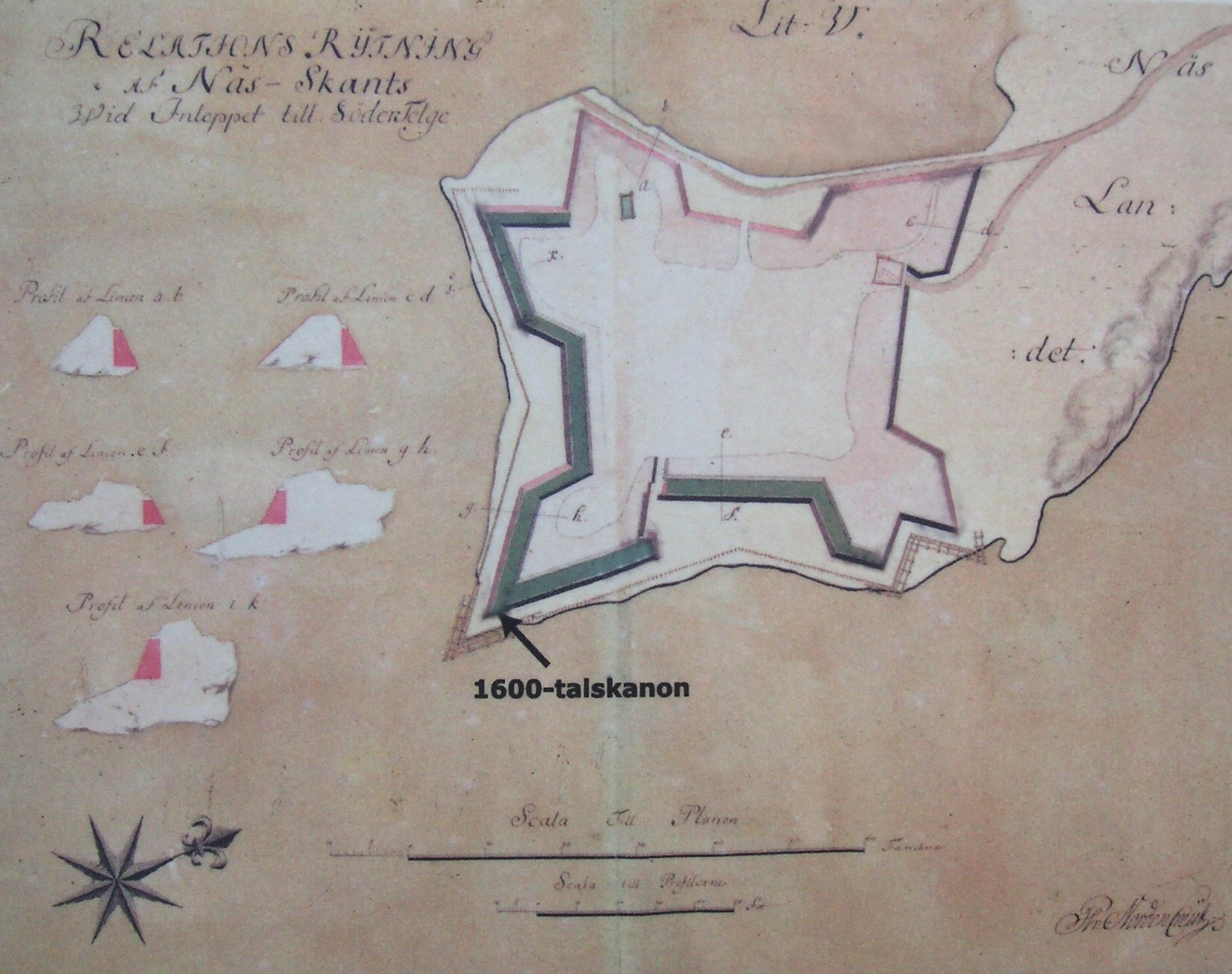
Nässkansen 1740-tal

.